# سربير (بشتكوه)
سربیر (بالفارسية: سرپیر) هي قرية تقع في إيران في Poshtkuh Rural District. يقدر عدد سكانها بـ 88 نسمة بحسب إحصاء 2016.